# معهد تونس دوفين
معهد تونس دوفين (بالفرنسية: Institut Tunis-Dauphine)‏ هو مؤسّسة تعليم عالي خاصّة تنشط في مجال التّدريس والبحث العلمي بتونس العاصمة.
انطلق نشاط هذا المعهد في أكتوبر 2009، و يهدف إلى التّكوين المبدإي والمتواصل لتكوين إيطارات عليا لمجابهة متطلّبات المنافسة العالميّة.
هذا المعهد له شراكة مع جامعة باريس دوفين ألّتي تدعمه بأستذتها الباحثبن وبخبرتها بميادين التصرف والعلوم الاقتصادية والرياضيات والاعلامية المطبقة · .

## ملاحظة
هذا المقال مترجمة كلّيّا أو جزئيّا من الفرنسيّة إلى العربيّة، المقال الأصلي هو:Tunis Dauphine, قائمة الكتّأب الأصليّين للمقال: الكتّاب

## روابط ذات علاقة
قائمة الجامعات في تونس

## روابط خارجيّة
- (بالفرنسية) الموقع الرّسمي لمعهد تونس دوفين.